# Краснов, Валерий Николаевич
Вале́рий Никола́евич Красно́в (род. 14 января 1945, г. Оса, Пермская область, РСФСР) — российский психиатр, организатор здравоохранения и медицинской науки, профессор, доктор медицинских наук, директор Московского научно-исследовательского института психиатрии.

## Биография
- 1967: окончил лечебный факультет Пермского государственного медицинского института;
- 1967—1971: работал врачом-психиатром в Пермской городской психиатрической больнице;[2]
- 1971—1974: работал заведующим диспансерным отделением в Подольской городской психиатрической больнице;[2]
- 1971—1974: заочно окончил аспирантуру при Московском научно-исследовательском институте психиатрии;
- 1974—1979: заведующий клиническим отделением в Московском НИИ психиатрии;
- 1979—1986: старший научный сотрудник в Московском НИИ психиатрии;
- 1986—1993: заместитель директора Московского НИИ психиатрии по научной работе;
- с 1993 по настоящее время: директор Московского научно-исследовательского института психиатрии Минздравсоцразвития России. Одновременно руководит в МНИИП отделением расстройств аффективного спектра с группой исследований депрессий.

## Научная и педагогическая деятельность
- 1974: защитил кандидатскую диссертацию на тему «Ложные узнавания: клиника и систематика» (научный руководитель — известный российский психопатолог, доктор медицинских наук, профессор Ольга Петровна Вертоградова), кандидат медицинских наук;
- 1987: защитил докторскую диссертацию на тему «Клинические закономерности динамики циркулярных депрессий», доктор медицинских наук;
- 1994: присвоено звание профессора по специальности «Психиатрия»;
- с 2006 по совместительству является заведующим кафедрой психиатрии факультета усовершенствования врачей Российского национального исследовательского медицинского университета им. Н. И. Пирогова.

В. Н. Краснов является одним из создателей экологического направления в психиатрии, ему принадлежат известные работы в области методологии психиатрии, нейропсихиатрии, психопатологии, аффективной патологии, психосоматики, психиатрии катастроф и чрезвычайных ситуаций. Он разрабатывает новые научно-практические модели оказания помощи лицам с психическими расстройствами на основе взаимодействия психиатров и других специалистов в общемедицинской сети. Под руководством В. Н. Краснова защитили диссертации видные деятели российской науки: А. Б. Холмогорова, Ю. П. Бойко и др. Всего им подготовлено 9 докторов медицинских и психологических наук, 19 кандидатов наук. Профессор В. Н. Краснов является председателем диссертационного совета Д 208.044.01 по защите докторских и кандидатских диссертаций по специальности 14.01.06 — психиатрия (медицинские науки).
Автор более 400 научных публикаций, в том числе автор и соавтор трёх монографий, четырёх коллективных монографий, семи руководств, соавтор шести зарубежных коллективных монографий, в том числе соредактор одной из них. Рекомендовал к переводу на русский язык 2-томное руководство «Клиническая психиатрия», часто включаемое теперь в списки рекомендуемой литературы по психотерапии и психиатрии.

## Наиболее известные научные труды
1. Модели диагностики и лечения психических и поведенческих расстройств: Клиническое руководство / Под редакцией В. Н. Краснова, И. Я. Гуровича. — М.: Изд-во Минздрава России, 1999. — 223 с.
2. Психические и психосоматические расстройства у участников ликвидации последствий катастрофы на Чернобыльской атомной электростанции (в соавторстве с А. М. Резником). — М.: Защита, 2003. — 108 с.
3. Psychological Response to the New Terrorism: A NATO — Russia Dialogue (Eds. S. Wessely, V. N. Krasnov). — Amsterdam etc.: IOS Press, 2005. — 243 p.
4. Психиатрическая помощь больным шизофренией: Клиническое руководство (в соавторстве с И. Я. Гуровичем и др.). — М.: Медпрактика-М, 2007. — 260 с.
5. Психиатрия чрезвычайных ситуаций (в соавторстве с В. П. Кохановым). — М.: Практическая медицина, 2008. — 478 с.
6. Психиатрия. Национальное руководство (соредактор и автор глав «Диагностика шизофрении» и «Аффективные расстройства»). — М.: ГЭОТАР, 2009. — 992 с.
7. Очерки клинической нейропсихиатрии (соредактор и автор вводной главы). — М.: Граница, 2010. — 211 с. — ISBN 978-5-94691-430-7.
8. Расстройства аффективного спектра. — М.: Практическая медицина, 2011. — 432 с.

## Деятельность в профессиональных общественных организациях
- 1995—2010: председатель Правления Российского общества психиатров;
- с 2010 по настоящее время: заместитель председателя Правления РОП, ответственный за международную деятельность;
- 1999—2005: являлся региональным представителем Всемирной психиатрической ассоциации по Восточной Европе;
- 2002—2006: член Правления Европейской психиатрической ассоциации;
- с 2006: член Комитета по профессиональному образованию Всемирной психиатрической ассоциации;
- избранный на 2012—2015 годы президент (President-elect) Психиатрической ассоциации Восточной Европы и Балкан;
- участник ряда международных проектов под эгидой ВОЗ, ЮНИСЕФ и других международных организаций;
- член редакционной коллегии Журнала неврологии и психиатрии имени С. С. Корсакова, главный редактор журнала «Доктор.Ру».

## Награды
- Медаль «За заслуги перед Чеченской Республикой» (25 сентября 2009 года)[6].